# New Denmark
New Denmark – miasto w Stanach Zjednoczonych, w stanie Wisconsin, w hrabstwie Brown.